# Villedoux
Villedoux là một xã trong tỉnh tổng Marans trong tỉnh Charente-Maritime trong vùng Nouvelle-Aquitaine, tây nam nước Pháp. Xã Villedoux nằm ở khu vực có độ cao trung bình 8 mét trên mực nước biển.

## Dân số
| Năm  | Dân số | Mật độ | Phần trăm của tổng |
| ---- | ------ | ------ | ------------------ |
| 1962 | 378    | -      | -                  |
| 1968 | 384    | -      | -                  |
| 1975 | 767    | -      | -                  |
| 1982 | 715    | -      | -                  |
| 1990 | 958    | -      | -                  |
| 1999 | 934    | 58/km² | 9.68%              |